# Samsung SGH-L760
Samsung SGH-L760 – telefon zaliczany do pełni multimedialnych, wyprodukowany przez firmę Samsung. Działa w sieciach UMTS, GSM 900, 1800, 1900. Został wprowadzony na rynek w 2007 r.
W Polsce oferowany był w sieci Play (od września 2007 r.) i Orange. Jest telefonem 3G wyposażonym w dwa aparaty fotograficzne: pierwszy (główny) o rozdzielczości 2 Mpx i drugi do wideorozmów VGA, odbiornik radiowy UKF z obsługą RDS, odtwarzacz MP3, AAC, AAC+, WMA. Ma wmontowaną pamięć wewnętrzną 40 MB oraz jest wyposażony w slot na karty pamięci microSD z możliwością rozszerzenia do 2 GB. Telefon ten ma też (jako pierwsze tego typu urządzenie na świecie) bezpośrednie przesyłanie wideoklipów do serwisu YouTube.
| Dane podstawowe                             | Opcje                                       |
| ------------------------------------------- | ------------------------------------------- |
| Częstotliwość działania                     | GSM 900, GSM 1800, GSM 1900, UMTS           |
| UMTS 2100                                   | T                                           |
| Masa [g]                                    | 92,8                                        |
| Klawiatura zwykła                           | T                                           |
| Kubatura (objętość w mm sześciennych)       | 70500                                       |
| Wymiary (szer x wys x grubość) [mm.]        | 47 × 99,5 × 15                              |
| Powierzchnia (szer x wys w mm kwadratowych) | 4700                                        |
| Liczba wyświetlaczy                         | 1                                           |
| Ekran dotykowy                              | N                                           |
| Wyświetlacz                                 | 220 × 176, 256 tys. kolorów                 |
| Liczba aparatów/kamer                       | 2                                           |
| Lampa błyskowa                              | N                                           |
| Aparat fotograficzny (rozdzielczość)        | 1600 × 1200 (2 Mpx)                         |
| Dodatkowy aparat (do wideorozmów)           | 640 × 480 (0,3 Mpx)                         |
| Możliwość nagrywania filmów                 | T                                           |
| Dyktafon                                    | T                                           |
| Gry JAVA                                    | T                                           |
| Radio                                       | + RDS                                       |
| Dzwonki polifoniczne, MP3                   | T                                           |
| Odtwarzacz MP3/AAC                          | T                                           |
| Bluetooth                                   | v2.0                                        |
| Podczerwień                                 | N                                           |
| EDGE                                        | T                                           |
| GPRS                                        | T                                           |
| Klient e-mail                               | T                                           |
| Wi-Fi                                       | N                                           |
| Przeglądarka WAP                            | T                                           |
| Przeglądarka HTML, xHTML                    | – NetFront v3.4                             |
| Cechy specjalne                             | SmartTM Messaging, Mobile Blog, Czytnik RSS |